# Kristův kostel (Windhoek)
Kristův kostel (něm. Christuskirche, pův. Mírový kostel, Friedenskirche; angl. Christ Church) je evangelický (luterský) kostel v hlavním městě Namibie Windhoeku naproti budovy parlamentu. 

## Historie
Kostel byl vystavěn v novorománském slohu s výraznými prvky secese a novogotiky v letech 1907–1910 (během německé koloniální nadvlády).

## Galerie

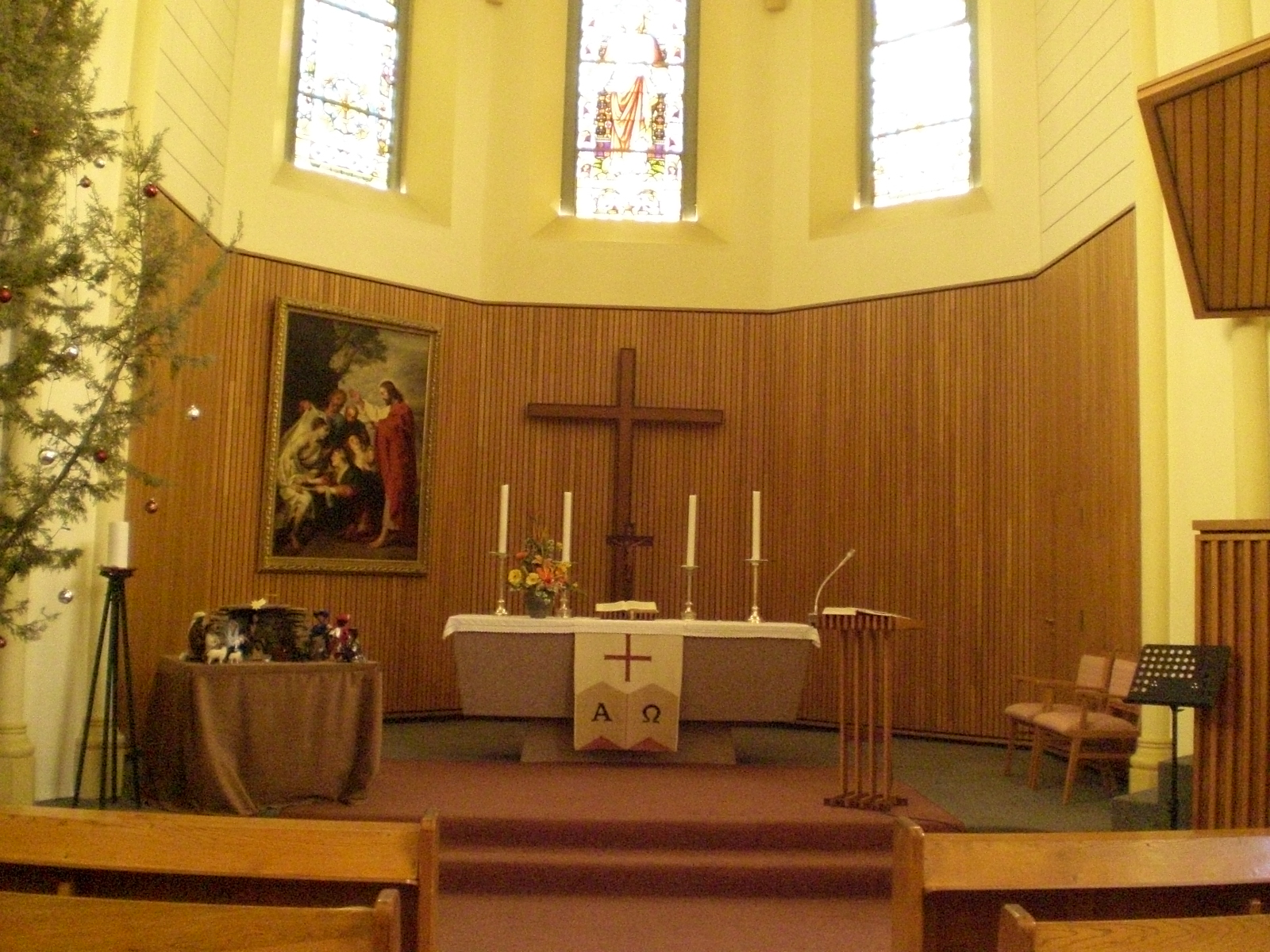
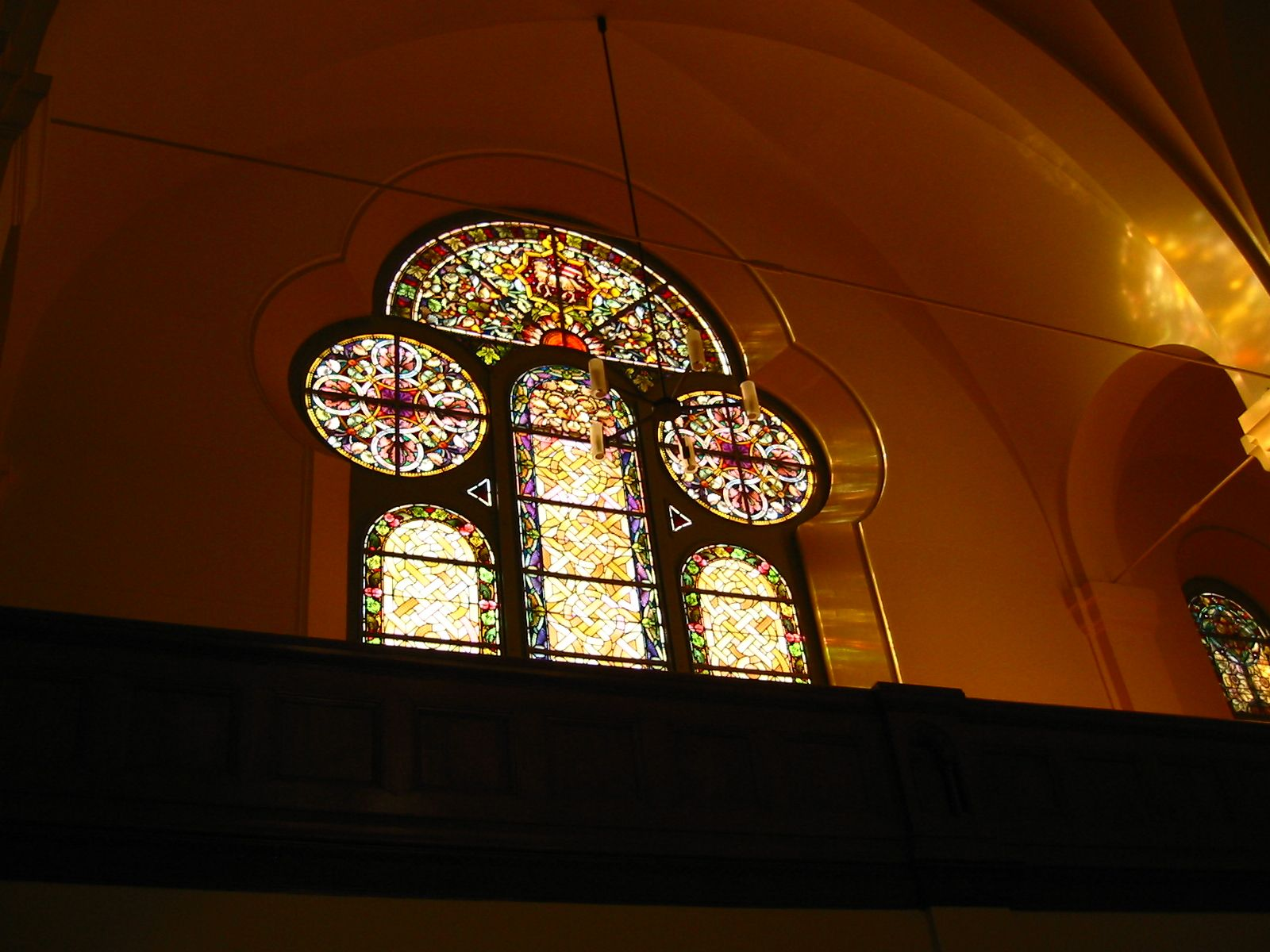
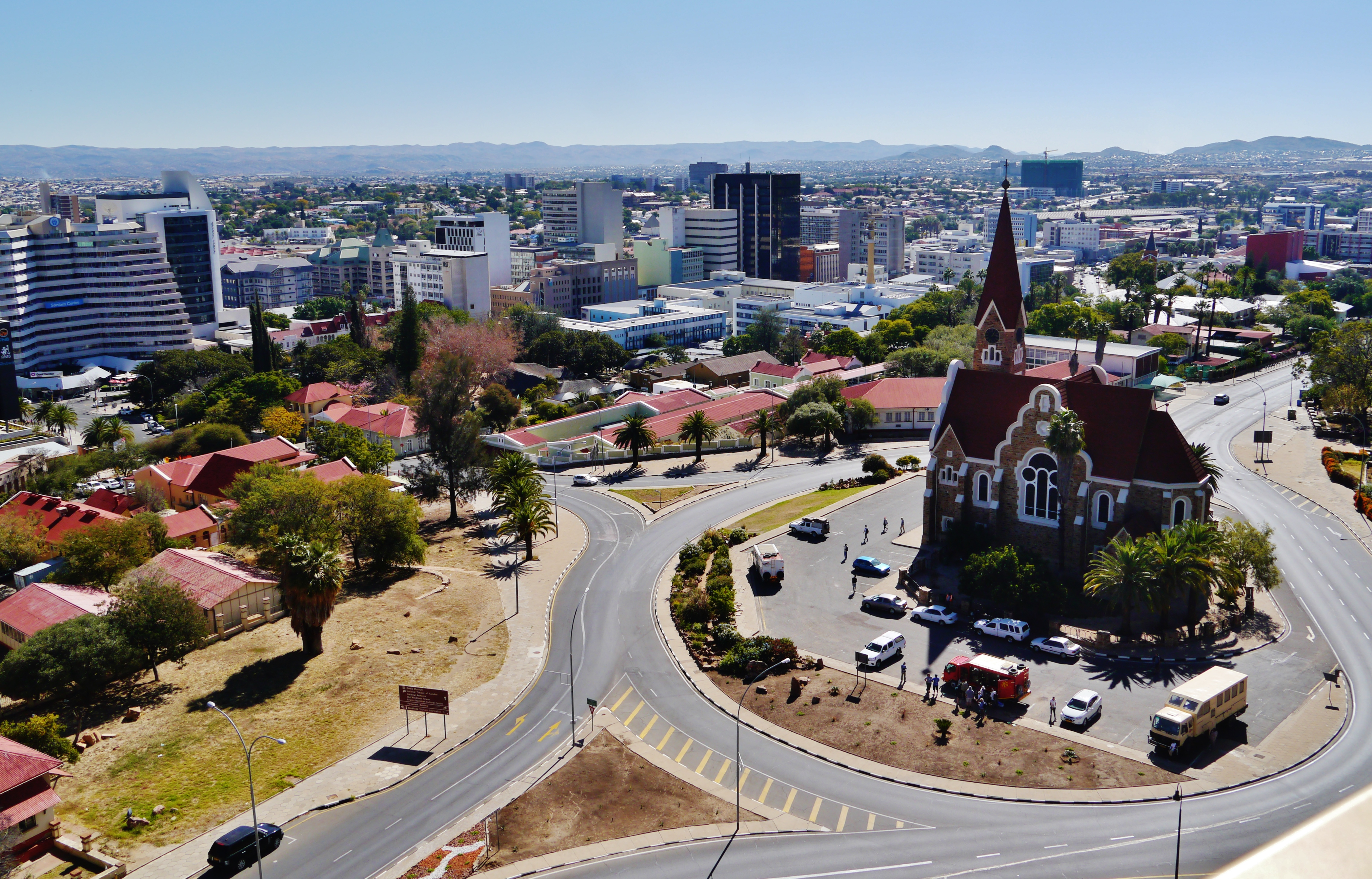
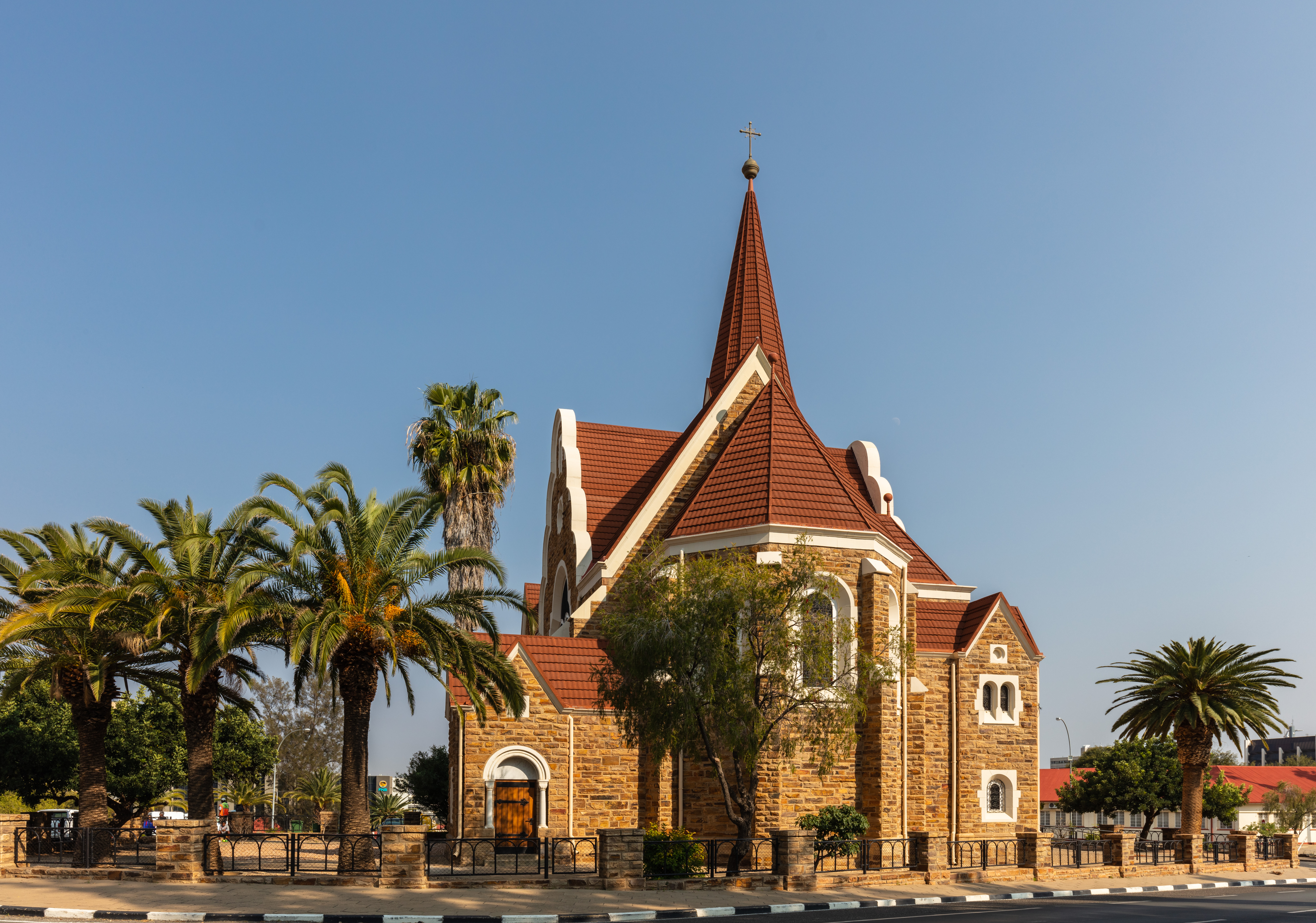